# ناثانيل كروسبي
ناثانيل كروسبي (بالإنجليزية: Nathaniel Crosby)‏ هو لاعب غولف أمريكي، ولد في 29 أكتوبر 1961 في هيلسبورووغ في الولايات المتحدة.

## وصلات خارجية
- ناثانيل كروسبي على موقع رابطة لاعبي الغولف المحترفين (الإنجليزية)
- ناثانيل كروسبي على موقع رابطة أوروبا للاعبي الغولف المحترفين (الإنجليزية)
- ناثانيل كروسبي على موقع IMDb (الإنجليزية)
- ناثانيل كروسبي على موقع قاعدة بيانات برودواي على الإنترنت (الإنجليزية)